# Tupiperla eleonorae
Tupiperla eleonorae är en bäcksländeart som först beskrevs av Froehlich 1994.  Tupiperla eleonorae ingår i släktet Tupiperla och familjen Gripopterygidae. Inga underarter finns listade i Catalogue of Life.